# 岩豚鼠屬
岩豚鼠屬（学名：Kerodon）是水豚亞科下的一個屬，其下生物是生活在南美洲的齧齒動物，與水豚屬生物有親緣關係。它們主要生活在巖石嶙峋的峭壁上和洞穴中，也因此得名。

## 特徵
他們的體型相對水豚要小得多，外形與兔子肖似、腳掌厚實。成年的岩豚鼠體長20—40（7.9—15.7英寸），重約1（2.2英磅）。主要以樹葉、樹皮、種子和草為食。其懷孕期約76天，每年產胎1至3只，幼體在33天之內就會斷奶。133天後達到性成熟。

## 習性
與近親水豚屬相同，岩豚鼠屬的生物高度社會化，族群中以雌性居多，雄性處於領導地位，且等級分明。通過不斷發出聲進行交流，因而這個群體顯得十分喧鬧。雄性會佔領一個或者數個岩地作為自己的領土，在傍晚時候開始活躍。

## 分類
岩豚鼠屬曾被認為是豚鼠亚科的生物，和豚鼠分在一起。後來的種系發生研究顯示其關係與水豚更為接近，因此又被劃分到了豚鼠科中。Woods 和 Kilpatrick（2005）將其分在水豚亞科下，認為其在中新世中期從水豚中分化出來獨自進化。